# Château-musée du Cayla
Pour les articles homonymes, voir Cayla.
Le château-musée du Cayla (ou musée Eugénie et Maurice de Guérin) est situé dans la commune d'Andillac, dans le département du Tarn (France).

## Historique
À l'origine, un relais de chasse fut construit au XVe siècle à cet emplacement. Après divers remaniements aux XVIIIe siècle et XIXe siècle, le château fut transformé en gentilhommière dans la première moitié du XIXe siècle.
Le château fut la propriété de la famille de Maurice de Guérin, prosateur et poète.
Le bâtiment a été transformé en château-musée consacré à Maurice de Guérin et à sa sœur Eugénie de Guérin, à la littérature et à la peinture.
Des expositions temporaires y sont régulièrement présentées.
En janvier 2021, le musée, géré jusqu'alors par un établissement public, est repris en régie par le département du Tarn.

## Expositions temporaires
- 2012 : « Anne Slacik, Jardins et livres peints », du 26 mai au 4 novembre

## Fréquentation
| Année | Entrées gratuites | Entrées payantes | Total |
| ----- | ----------------- | ---------------- | ----- |
| 2001  | 2 865             | 2 281            | 5 146 |
| 2002  | 1 989             | 2 229            | 4 218 |
| 2003  | 2 893             | 2 103            | 4 996 |
| 2004  | 1 727             | 2 274            | 4 001 |
| 2005  | 3 530             | 2 186            | 5 716 |
| 2006  | 2 970             | 2 295            | 5 265 |
| 2007  | 2 218             | 2 235            | 4 453 |
| 2008  | 2 791             | 2 056            | 4 847 |
| 2009  | 1 789             | 2 360            | 4 149 |
| 2010  | 2 596             | 1 898            | 4 494 |
| 2011  | 2 508             | 1 793            | 4 301 |
| 2012  | 2 820             | 1 772            | 4 592 |
| 2013  | 2 405             | 1 460            | 3 865 |
| 2014  | 2 485             | 1 852            | 4 337 |
| 2015  | 2 045             | 1 079            | 3 124 |
| 2016  | 2 544             | 1 696            | 4 240 |
| 2017  | 2 064             | 1 433            | 3 497 |